# Gesztelyi Nagy László
Gesztelyi Nagy László (Lövőpetri, 1890. november 12. – Budapest, 1950. november 2.) magyar jogász, agrárközgazdász, politikus, 1939 és 1944 között országgyűlési képviselő.

## Élete
Gesztelyi Nagy László 1890-ben született a Szabolcs vármegyei Lövőpetriben, Gesztelyi Nagy Kálmán református lelkész és Rácz Katalin fiaként. Elemi iskolai tanulmányait szülőfalujában, középiskolai tanulmányait a Sárospataki Református Kollégiumban végezte, tanulmányai alatt a sárospataki Ifjúsági Közlöny szerkesztője volt. 1908-ban érettségizett, majd 1916-ban a kolozsvári Ferenc József Tudományegyetemen szerzett államtudományi doktorátust.
1915-től 1916-ig segédjegyzőként dolgozott, majd 1916 és 1917 között a Földművelésügyi Minisztérium Mezőgazdasági Munkásügyi Osztályának gyakornoka, 1917-től 1922-ig pedig a Magyar Gazdaszövetség segédtitkára, titkára, illetve ügyvezető titkára, valamint a Magyar Gazdák Szemléjének helyettes szerkesztője volt. 1921 és 1922 között a Szózat és a Hazánk belső munkatársaként is dolgozott. 1922-től 1946-ig a Duna–Tisza közi Mezőgazdasági Kamara, illetve a Kecskeméti Mezőgazdasági Kamara igazgatója volt, 1932-től gazdasági főtanácsosi rangban. 1922 és 1940 között a Magyar Róna szerkesztőjeként is dolgozott. 1930-ban Szabolcs vármegye tiszteletbeli al-, majd főjegyzője lett. 1929-ben Kecskeméten létesített kertmunkásképző iskolát, népfőiskolát és mintagyümölcsöst, valamint mezőgazdasági politika tárgykörben magántanári képesítést szerzett, és 1935-ig a budapesti tudományegyetemi közgazdaság-tudományi kar, majd a József Nádor Műszaki és Gazdaságtudományi Egyetem (JNMGE) magántanára volt.
Szakterülete az Alföld gazdasági felemelkedése, jellegzetes tanyasi településformáinak és gazdasági üzemeinek vizsgálata volt, illetve jelentős szerepet játszott a vadvizes területek lecsapolásában, szikes talajok javításában, a műtrágyák és a nemesített vetőmagvak széles körű használatában, az Alföld különleges ipari növényeinek (pl. cirok, kender, repce stb.), illetve a hagymának és a paprikának elterjesztésében és az ezzel összefüggő mezőgazdasági iparok (pl. cukor-, szesz- és malomipar) fejlesztésében. Tagja volt az Országos Gazdasági Szakoktatási Tanácsnak, az Országos Gazdasági Szociálpolitikai Tanácsnak és az Országos Közoktatásügyi Tanácsnak, valamint a Hangya-központ és a Hangya Ipar igazgatóságának, illetve az Országos Sajtókamara igazgatóválasztmányának, és elnöke utóbbi III. szakosztályának.
Összegyűjtötte a legismertebb homoki gyümölcs- és szőlőtermesztők életrajzát, emellett híres utazónak számított, bejárta Európa szinte valamennyi országát és tapasztalatairól népszerű útirajzokat és útleírásokat jelentetett meg. Széchenyi István tisztelője volt, 1933-ban javaslatára jött létre a Széchenyi tiszai emlékhajózás, valamint az országban egyedülálló Széchenyi István munkásságára vonatkozó, könyveket, kéziratokat és személyi tárgyakat tartalmazó gyűjteményt hozott létre.
Az 1939-es országgyűlési választáson a Magyar Élet Pártja jelöltjeként szerzett mandátumot a kiskőrösi választókerületből. Képviselőként a cigányok, különösen a dologtalan és bűnöző életmódot folytató romák ún. erőteljes megrendszabályozását akarta elérni. Ennek érdekében külön cigánytörvényt javasolt, melyben – többek között – a legelvetemültebb bűnözők munkatábori internálása és szaporodásuk megakadályozása is szerepelt volna. Nézetei miatt a második világháború után a kecskeméti népbíróság népellenes bűntettek vádjával másfél évi börtönbüntetésre ítélte 1946-ban, 1947-ben szabadult.
Utolsó éveiben súlyos betegen, nehéz körülmények között, szegényen élt. 1950-ben hunyt el Budapesten, a később felszámolt budai Németvölgyi úti temetőben[pontosabban?] temették el.